# Peter Madsen (litteraturvetare)
Peter Madsen, född 1944, är en dansk litteraturvetare. Han har varit gift med Kjerstin Norén.
Madsen, som är son till direktör Aage Madsen och Kathrine, född Espenhajn Hansen, blev magister artium 1970 och professor i litteraturvetenskap vid Köpenhamns universitet 1979. Han var ursprungligen inriktad på att förmedla strukturalism och västerländsk marxism, men har senare främst ägnat sig åt modern kultur och teori i internationella sammanhang.